# Генкина, Нэлла Александровна
Нэ́лла Алекса́ндровна Ге́нкина (род. 22 апреля 1938, Пермь, СССР) — российская художница, получившая известность полотнами на темы славянской мифологии, русской истории и маринистики. Член Евразийского Союза Художников, Член Международной федерации художников ЮНЕСКО, Член Международного художественного Фонда. Входит в большой альбом-проект «Тысяча русских художников».

## Биография
Родилась в Перми, в семье родителей-педагогов, прививших дочери любовь к знаниям и искусству. Окончив физфак Нижегородского Государственного университета, Нэлла Генкина 7 лет преподавала физику в вузе, а затем работала научным сотрудником в ГИФГИ (Горьковский исследовательский физико-технический институт). Тема её работ — оптические свойства тонких плёнок, используемых в полупроводниковой технологии. Она кандидат физико-математических наук. Тема её диссертации — «Влияние ионной имплантации на структуру и оптические свойства тонких плёнок».
По первому образованию Нэлла Генкина физик, достигший определённого уровня в своей профессии, по второму образованию — художник, получивший известность благодаря созданным ею художественным полотнам. В 1998—2010 гг. она прошла курс обучения живописи в Нижегородском художественном училище.
Затем она продолжила совершенствовать своё художественное мастерство в мастерских преподавателей Академии живописи, ваяния и зодчества, а также Строгановского художественного училища. Нэлла Александровна провела более 20 персональных выставок в Нижнем Новгороде, Москве и Хельсинки, а также участвовала в многочисленных отечественных и международных выставках, включая выставки во Франции (2018), в Израиле (2018) и на Филиппинах (2004). В настоящее время Нэлла живёт в Москве, где продолжает заниматься живописью и участвовать в выставках.

## Творчество

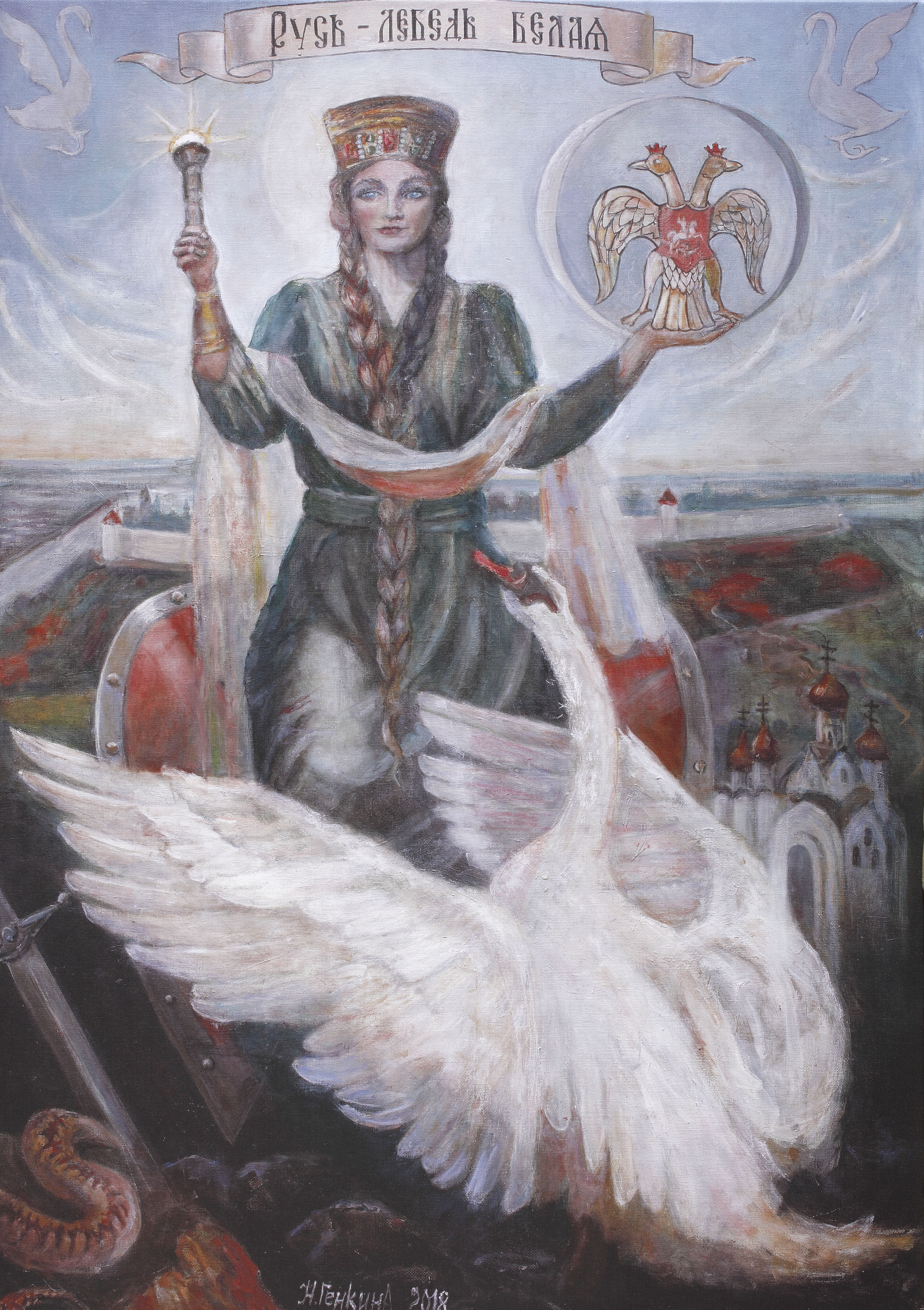
Н. А. Генкина. «Русь-лебедь белая». 2018. Холст, масло. 125 × 80 см. Москва.

Основными темами в творчестве художницы являются морские пейзажи, исторические портреты, древнеславянская мифология и православные мотивы. Многие картины художницы можно найти на её персональном сайте.
Как колористу, ей хорошо удаётся стихия воды: речные и морские пейзажи, география которых простирается от Волги и Балтики до Средиземноморья и Атлантики («Озеро», «Русалки», «Полдень», «Берег и волны», «У Канарских островов»). Художница увлекается переливами красок, игрой света и тени, особенно впечатляющей на закате солнца.
Некоторые из её морских пейзажей также имеют историческую перспективу, погружая зрителя в истоки родного мира.
В портретном жанре Нэлла Генкина создала галерею образов выдающихся исторических деятелей России, реконструировав их внешность по описаниям историков и современников («Богумил», «Ярослав Мудрый», «Пересвет», «Минин и Пожарский», «А. Н. Афанасьев», «В. Н. Татищев» и др.).
В более позднем творчестве Нэлла Генкина увлекалась славянской мифологией, и позднее христианской историей Руси, на что немало повлияло её знакомство с искусствоведом и писателем Юрием Михайловичем Медведевым. По словам художницы, наше дохристианское наследие плохо сохранилось, и поэтому в России сформировалось пренебрежительное отношение к своему дохристианскому прошлому. С помощью своего искусства художница восполняет этот культурный пробел. Нэлла Генкина считает, что мы не должны ни идеализировать прошлое, ни отрекаться от него — мы должны иметь о нём представление, чтобы осмысленно смотреть в будущее.
Особое место в древнеславянском творчестве Неллы Генкиной занимает образ женщины как целостной, независимой личности. Художница изображает женщину как личность, а не через призму красоты и эстетики. Некоторые картины художницы изображают женщин, оказавших весомый вклад в развитие Руси (например, княгиню Ольгу), на других женщины являются метафорически-собирательными образами. Так, в картине «Русь — лебедь белая» женщина-олицетворение Руси парит над землей, а ниже изображена лебедь белая — священная птица славян. Русь в фольклоре называли Лебедия, и ей приходилось со всех сторон защищаться от врагов-печенегов, половцев, шведов, крестоносцев, поляков, французов. Здесь присутствуют все символы оберегов-щит, меч, кремлёвские стены, а также церковь — олицетворение православной веры.
Научный склад ума оказал значительное влияние на творчество Нэллы Генкиной: ей свойственно использование трехмерных композиций, применение закономерностей Фибоначчи (итальянского художника XVI века), а также принципов золотого сечения. Это отличает её творчество от творчества художников-академиков.
Кредо художницы — творить по вдохновению, по законам красоты, на радость людям.

## Выставки
Нэлла Генкина провела более 20 персональных выставок, а также приняла участие в многочисленных отечественных и зарубежных выставках, включая «Осенний вернисаж» (Н.Новгород 1990—1999 гг.), «Русь православная», «Живые краски Руси», региональная выставка «Большая Волга», всероссийская выставка «Тысячелетняя Россия», «Русь древнейшая». Нэлла Генкина является членом Творческого Союза художников, Международного Художественного Фонда, а также Евразийского художественного Союза.

## Фильмы
- «Нэлла Генкина. Жизнь Души.»
- «Нэлла Генкина. Взгляд женщины.»
- «Таланты России. Нэлла Генкина.»